# Бастионная улица (Киев)
Бастио́нная у́лица— улица в Печерском районе города Киева, местность Зверинец. Пролегает от Печерского моста и улицы Михаила Бойчука до Тимирязевской улицы.
К Бастионной улице примыкают улицы Кургановская, Сергея Струтинского и Екатерины Белокур.

## История
Бастионная улица возникла в XIX столетии и до 1940 года имела название Святотро́ицкая, от расположенной рядом церкви Святой Троицы Ионинского монастыря. Современное название улица получила в 1940 году в честь укреплений Печерской цитадели, к которым она выходит.
Нынешняя застройка — с 1950-х годов.

## Учреждения

### Учреждения образования
- Музыкальная школа № 4 имени Д. Шостаковича (дом № 5-А)
- Средняя общеобразовательная школа № 133 (дом № 7)
- Дошкольное учебное учреждение № 458 «Печеряночка» (дом № 16-А)
- Институт высшего образования АПН Украины (дом № 9)

### Государственные учреждения
- До 1991 года — институт повышения квалификации руководящих работников и специалистов Министерства жилищно-коммунального хозяйства УССР, с 2001 года — Государственное казначейство Украины (дом № 6)
- Пенсионный фонд Украины (дом № 9)